# داتشس (ألبرتا)
داتشس (بالإنجليزية: Duchess, Alberta)‏ هي قرية تقع في كندا في ألبرتا. يقدر عدد سكانها بـ 992 نسمة ومساحتها 1.89 كم2 وترتفع عن سطح البحر 760 متر.